# Вовчук Іван Григорович
Іван Григорович Вовчук (псевдо: «Граб», «Вільха»; 13 червня 1886, c.Горішнє, Миколаївський район, Львівська область — 4 серпня 1955, смт. Явас, Мордовія) — військовий діяч, командир сотень УПА «Леви II» і «Леви III».

## Життєпис
Народився 13 червня 1886 у с. Горішнє (тепер Миколаївський район Львівська область).
Фельдфебель артилерії австрійської армії протягом 1914—1915. Перебував у російському полоні в Туркестані з 1915 до 1918.
З 1918 служить у Третій Бережанській бригаді УГА, в полку артилерії. У липні 1919 року відійшов у складі УГА за Збруч та брав участь у поході Української об'єднаної армії за визволення Києва від більшовиків. У 1919—1920 перебував у польському полоні, згодом повернувся до рідного села.
У 1943—1944 організаційно-мобілізаційний референт повітового проводу ОУН Бібреччини.
В УПА проводив вишкіл артилеристів. Командир сотні «Леви II» (04-05.1944), і «Леви III» (05-06.1944). У 1945 році легалізується і проживає у Пустомитівському районі. В 1946 році працював комірником у Львові в будівельному управлінні, проживав у гуртожитку по вулиці Стрийській, 3.
15 серпня 1947 року був арештований НКВС. Військовий трибунал прикордонних військ НКВС Львівської округи виніс вирок: 10 років позбавлення волі. Покарання відбував у Мордовській АСРР, Зубово, Полянського району, в селищі Явас, п/я ЖХ 385-7, де й помер 4 серпня 1955 року.